# Paul Dresser
Paul Dresser (22 avril 1857 - 30 janvier 1906), né Johann Paul Dreiser Jr., est un chanteur et auteur-compositeur américain.
Son plus grand succès est la chanson On the Banks of the Wabash, Far Away, qui devient chanson officielle de l'Indiana en 1913.
Son histoire est racontée dans le film Mon amie Sally, sorti en 1942 et où son rôle est interprété par Victor Mature.